# Saint-Bazile
 Saint-Bazile  (en occitano Sent Basaris) es una población y comuna francesa, situada en la región de Lemosín, departamento de Alto Vienne, en el distrito de Rochechouart y cantón de Oradour-sur-Vayres.

## Demografía
| 237 | 241 | 211 | 171 | 147 | 131 | 137 |
| Para los censos de 1962 a 1999 la población legal corresponde a la población sin duplicidades (Fuente: INSEE [Consultar]) |     |     |     |     |     |     |